# ایچی (اصفهان)
ایچی روستایی در دهستان کرارج بخش مرکزی شهرستان اصفهان استان اصفهان ایران است.

## جغرافیا
فاصله روستا تا مرکز استان حدود ۲۰ کیلومتر است. قدمت روستا بیش از ۴۰۰ سال است. مساحت کلی روستا بیش از ۳۰۰ هکتار، مساحت محدوده مسکونی روستا ۳۵ هکتار، ارتفاع متوسط از سطح دریا ۱۵۳۶ متر، طول جغرافیایی ۵۱ درجه، ۵۱ دقیقه، ۷۲ ثانیه شرقی، عرض جغرافیایی ۳۲ درجه، ۳۱ دقیقه، ۹۷ ثانیه شمالی است. جمعیت روستا طبق آخرین سرشماری سال ۱۳۹۵: ۱۷۹۳ نفر، ۵۳۸ خانوار، سرانه کل کاربری‌ها ۱۶۸ متر مربع و سرانهٔ کاربری مسکونی ۹۰ متر مربع است.
در دوران هشت سال دفاع مقدس ، روستای ایچی چهار شهید گرانقدر را در راه ایران و اسلام فدا کرد : شهید علی رحیمی ، شهید رضا رحیمی ، شهید غلامرضا عبدالهی و شهید اصغر کوهرنگی
یکی از زیبایی‌های این روستا عبور رودخانهٔ زاینده رود از مجاورت روستا است. شغل اکثر مردم روستا کشاورزی و اندکی هم دامداری است ؛ همچنین تعدادی هم در شرکت های صنعتی همجوار روستا مشغول به کارند . کشاورزان در چند سال اخیر به دلیل خشکسالی های مداوم و عدم اختصاص حقابه به کشاورزان شرق اصفهان به مشکلات زیادی برخورده اند.
{موقعیت مکانی}
در میدان امام علی (ع) در مرکز روستا مسجد امیر المومنین (ع)، حسینیه و آرامگاه امامزاده سید محمد (ع) قرار دارد.
در مجاورت میدان جابر انصاری، خانه بهداشت روستا، مخابرات، مدرسه راهنمایی جابر انصاری و مدرسه ابتدایی هجرت ایچی قرار دارد؛ پارک ایچی در خیابان امام رضا (ع) قرار دارد و شرکت تعاونی ایچی و ساختمان دهیاری روستا در مجاورت یکدیگر در مرکز روستا در خیابان سپاهان قرار دارند.
همچنین آرامستان روستا در مجاورت آرامگاه امام زاده شاهرضا (ع) قرار دارد.
{همسایه‌های روستا}
روستای ایچی از شرق با کرچگان، از غرب با یفران، از جنوب با جار (گار) و از شمال از طریق رودخانه زاینده رود با مهدی‌آباد (شَوَردِز) همسایه است.
جاده ی روستای کرچگان از ایچی می‌گذرد و برای رفتن به کرچگان باید از روستای ایچی رد شد.

## وجه تسمیه
در جلد دهم کتاب فرهنگ جغرافیایی ایران که در سال ۱۳۳۲ توسط ارتش به چاپ رسیده است ، درباره ایچی آمده است که :
ایچی ؛ دِه از دِهِستانِ براآن ، بخش حومه شهرستان اصفهان ؛ ۲۲ کیلومتری جنوب باختر (جنوب شرقی) اصفهان ، ۲ کیلومتر راه فرعی
جلگه ، معتدل ، سکنه ۲۴۴ ، شیعه ، فارسی
آب از زاینده رود و چاه ، محصول : غلات ، ذرت ، پنبه ، تریاک ، هندوانه
شغل زراعت ، صنایع دستی زنان : کرباس بافی ، راه فرعی

## جمعیت
بر پایه سرشماری عمومی نفوس و مسکن در سال ۱۳۹۵ جمعیت این روستا ۱٬۷۹۳ نفر (۵۰۷خانوار) بوده‌است.